# Gary Jones (calciatore 1951)
Gary Kenneth Jones (Prescot, 5 gennaio 1951) è un ex calciatore inglese, di ruolo centrocampista.

## Carriera
Tra il 1966 ed il 1970 gioca nelle giovanili dell'Everton, club con cui nella stagione 1970-1971 esordisce tra i professionisti giocando una partita nella prima divisione inglese; l'anno seguente gioca 5 partite, mentre nelle stagioni 1972-1973 e 1973-1974 inizia a giocare con maggiore continuità, totalizzando rispettivamente 12 e 13 presenze in prima divisione. Nella stagione 1974-1975 segna le sue prime reti in carriera in prima divisione (6 in 26 presenze), contribuendo al quarto posto in campionato delle Toffees, con conseguente qualificazione alla Coppa UEFA 1975-1976, in cui gioca entrambe le partite della doppia sfida dei trentaduesimi di finale persa con un complessivo 1-0 contro il Milan; in questa stagione totalizza inoltre anche 25 presenze e 7 reti nella prima divisione inglese. A fine stagione viene ceduto al Birmingham City, con cui gioca per altre 2 stagioni nella prima divisione inglese: in particolare, totalizza 30 presenze ed una rete nella stagione 1976-1977 e 5 presenze l'anno successivo, in cui viene ceduto a stagione iniziata ai Ft. Lauderdale Strikers, nella NASL: nel 1979, dopo 18 presenze e 2 reti nell'arco di 2 stagioni, si ritira definitivamente dall'attività agonistica all'età di 28 anni.
In carriera ha totalizzato complessivamente 117 presenze e 13 reti nei campionati della Football League.

## Palmarès

### Club

#### Competizioni nazionali
- Community Shield: 1

Everton: 1970